# Улрих III фон Хелфенщайн
Улрих III (VII) фон Хелфенщайн (на немски: Ulrich III (VII) von Helfenstein; * ок. 1250, Визенщайг, Баден-Вюртемберг; † сл. 1315) е граф на Хелфенщайн (1294 – 1315), господар на Хюрбен, фогт на Блаубойрен, Аугсбург и Елхинген.

## Произход
Той е син на граф Улрих II фон Хелфенщайн-Зигмаринген († 17 май 1294) и първата му съпруга Вилибирг/Вилебург фон Дилинген († 1268), дъщеря наследничка на граф Хартман IV фон Дилинген († 1258) и Вилибирг фон Труендинген († 1246). Майка му е сестра на Хартман фон Дилинген († 1286), епископ на Аугсбург (1248 – 1286). Баща му Улрих II се жени втори път през 1267 г. за Агнес фон Тюбинген-Херенберг, наследничка на Блаубойрен, дъщеря на пфалцграф Рудолф I фон Тюбинген-Херенберг († 1277).

## Фамилия
Първи брак: ок. 1286 г. в Грайзбах с Аделхайд фон Грайзбах (* ок. 1260; † 23 май 1291), дъщеря на граф Бертхолд II фон Грайзбах († сл. 1288) и Елизабет фон Хиршберг († 1292). Те имат децата:
- Лудвиг фон Хелфенщайн († сл. 1294)
- Агнес фон Хелфенщайн († сл. 7 август 1334), омъжена сл. 1295 г. за херцог Симон I фон Тек († 5 март 1316)
- Аделхайд фон Хелфенщайн (* пр. 1295 – ?)
- Йохан I фон Хелфенщайн II (* ок. 1287; † сл. 27 октомври 1331), граф на Хелфенщайн-Визенщайг, женен пр. 30 септември 1313 г. за Аделхайд фон Хоенлое-Вайкерсхайм († 17 март 1356)
- Улрих IV фон Хелфенщайн († ок. декември 1326), граф на Хелфенщайн-Блаубойрен, женен 1318 г. за Агнес фон Вюртемберг († 21 януари 1373)

Втори брак: сл. 23 май 1291 г. с Маргарета фон Тогенбург († сл. 1296), незаконна дъщеря на граф Фридрих III фон Тогенбург († 1309). Те имат една дъщеря:
- Анна фон Хелфенщайн († сл. 15 октомври 1361), омъжена пр. 23 юни 1329 г. за Енгелхард VI фон Вайнсберг († 3 декември 1346)